# 法源寺 (北京)
39°53′05″N 116°22′11″E / 39.8848352°N 116.3696347°E
法源寺，又称悯忠寺，位于中国北京市西城区菜市口附近教子胡同的南端，是北京城内现存历史最悠久的佛寺。寺内珍藏了大量佛经、佛像和石刻，目前为中国佛学院和中国佛教图书文物馆的所在地。2001年，法源寺被中华人民共和国国务院公布为第五批中国全国重点文物保护单位之一。

## 历史沿革
唐朝贞观十九年（645年），唐太宗诏令于幽州城内建寺，以悼念在东征高句丽战争中阵亡的将士。万岁通天元年（696年），佛寺建成，武则天赐名为悯忠寺。安史之乱时，安禄山和史思明先后在寺内东南角和西南角造塔立碑，寺院也一度改名为顺天寺。中和二年（882年）全寺毁于火灾，数年后的景福初年重建了该寺。
辽朝清宁三年（1057年）幽州发生大地震，悯忠寺几乎完全被毁。咸雍六年（1070年）进行了修复。金代时，该寺为燕京名刹，曾是女真人进士的考场，宋钦宗被掳后也在寺中囚禁过一段时间。元末明初寺院毁于战火，明正统二年（1437年）重建后更名为崇福寺。清朝雍正十二年（1734年）进行了大修，钦定为专司戒事的皇家律宗寺院，并赐名为法源寺。此后的乾隆四十三年（1778年）至四十五年（1780年）又有过较大修整，乾隆帝在大修完工后亲临法源寺，赠送了“法海真源”牌匾。
中华民国时期，法源寺是北京城最大的停灵寺院之一。中华人民共和国成立后进行了多次修葺，1956年更将中国佛学院设在这里。文化大革命时，寺院遭到严重破坏，建筑、碑刻、佛像、藏经等大量被毁，直到1978年才恢复其宗教用途，并于次年建立了中国佛教图书文物馆。

## 主体结构和建筑

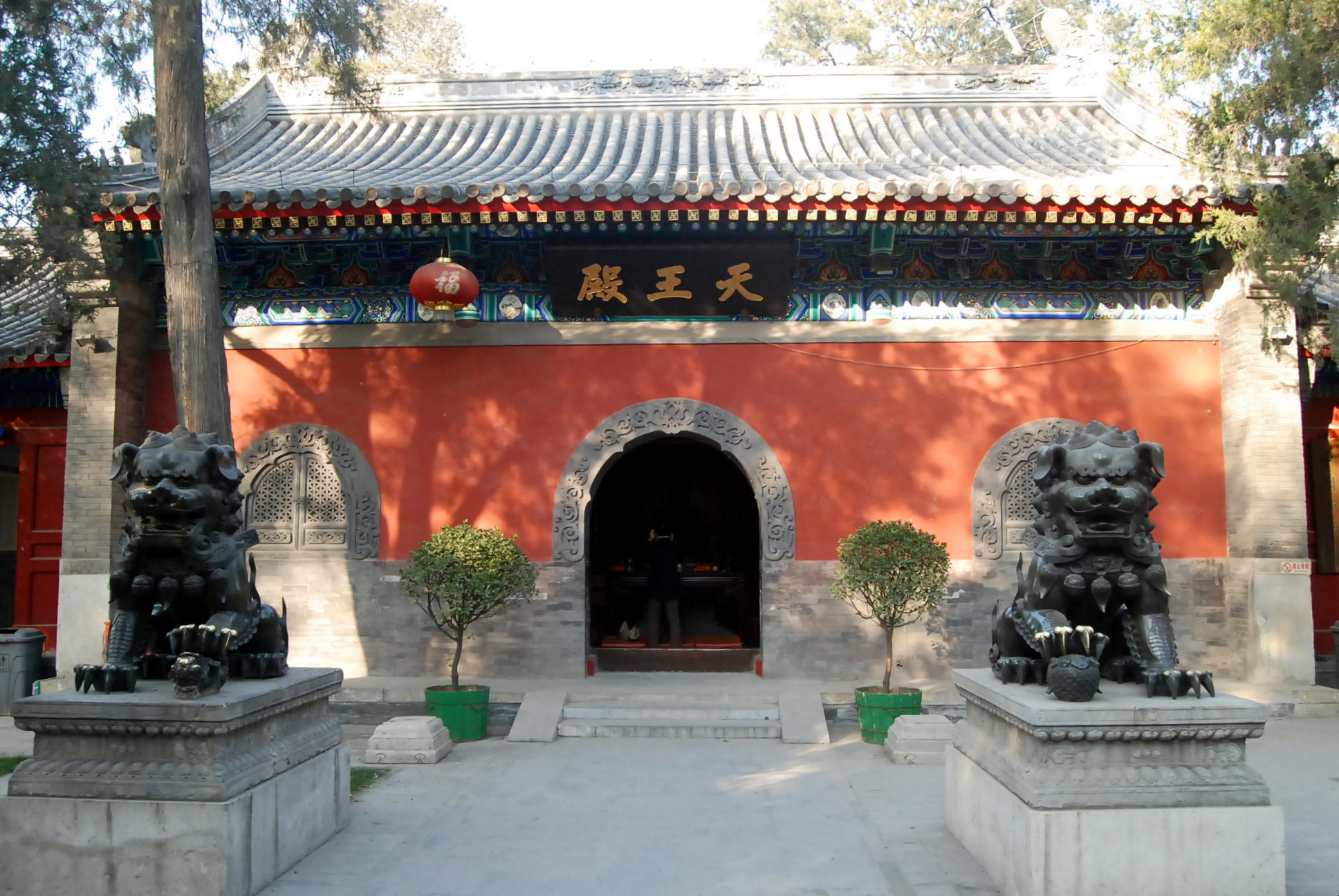
天王殿

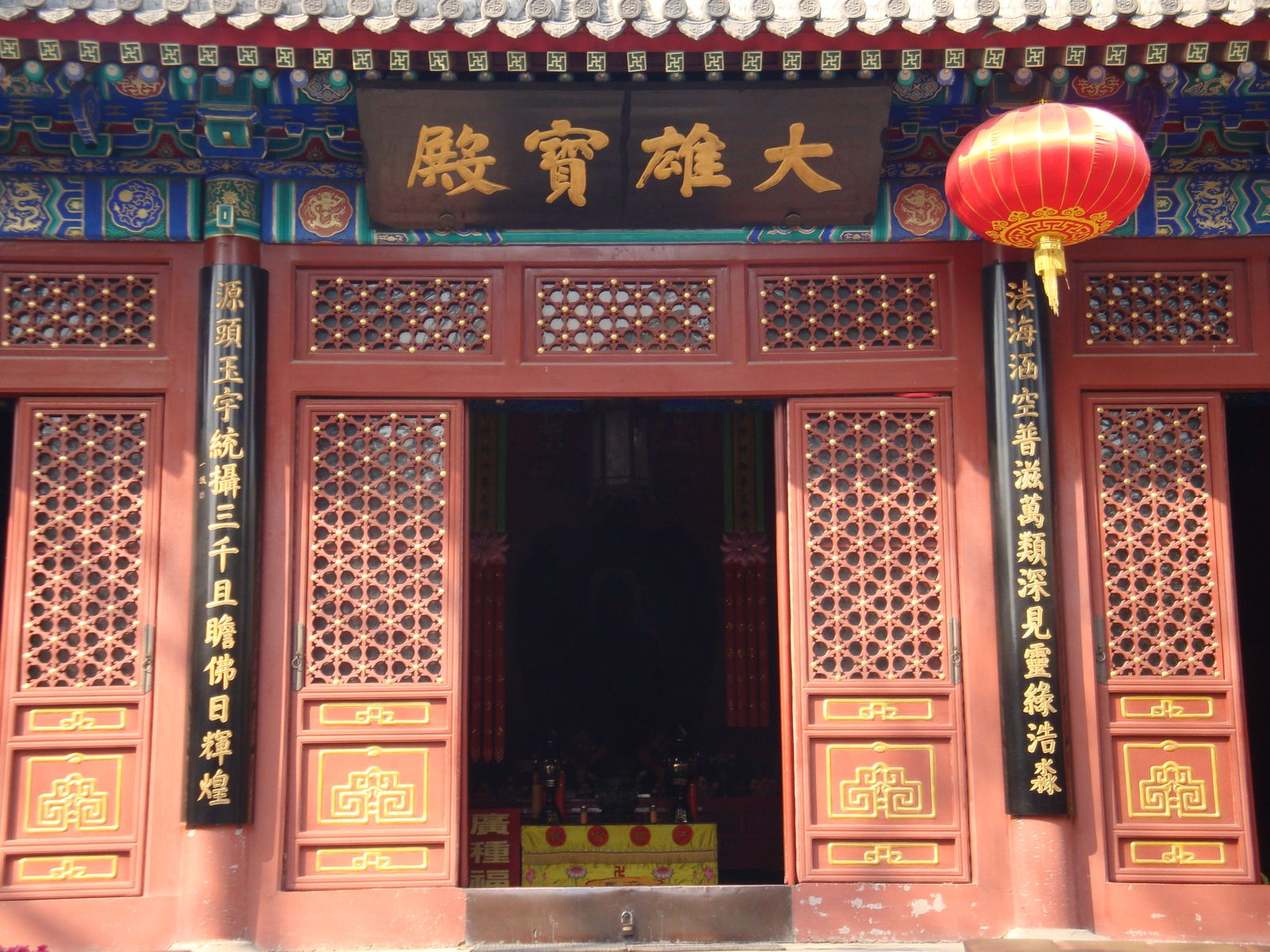
大雄宝殿

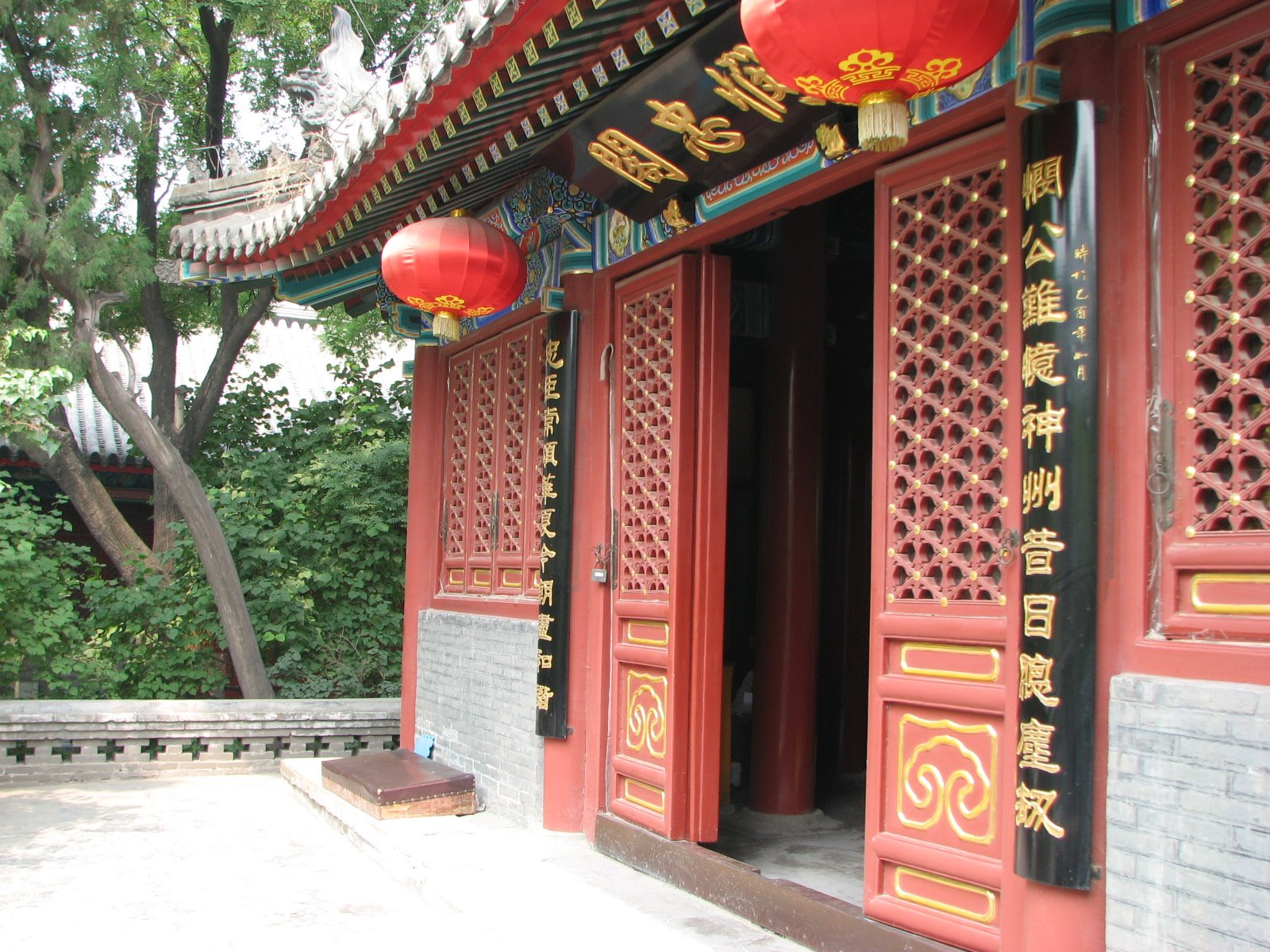
悯忠阁

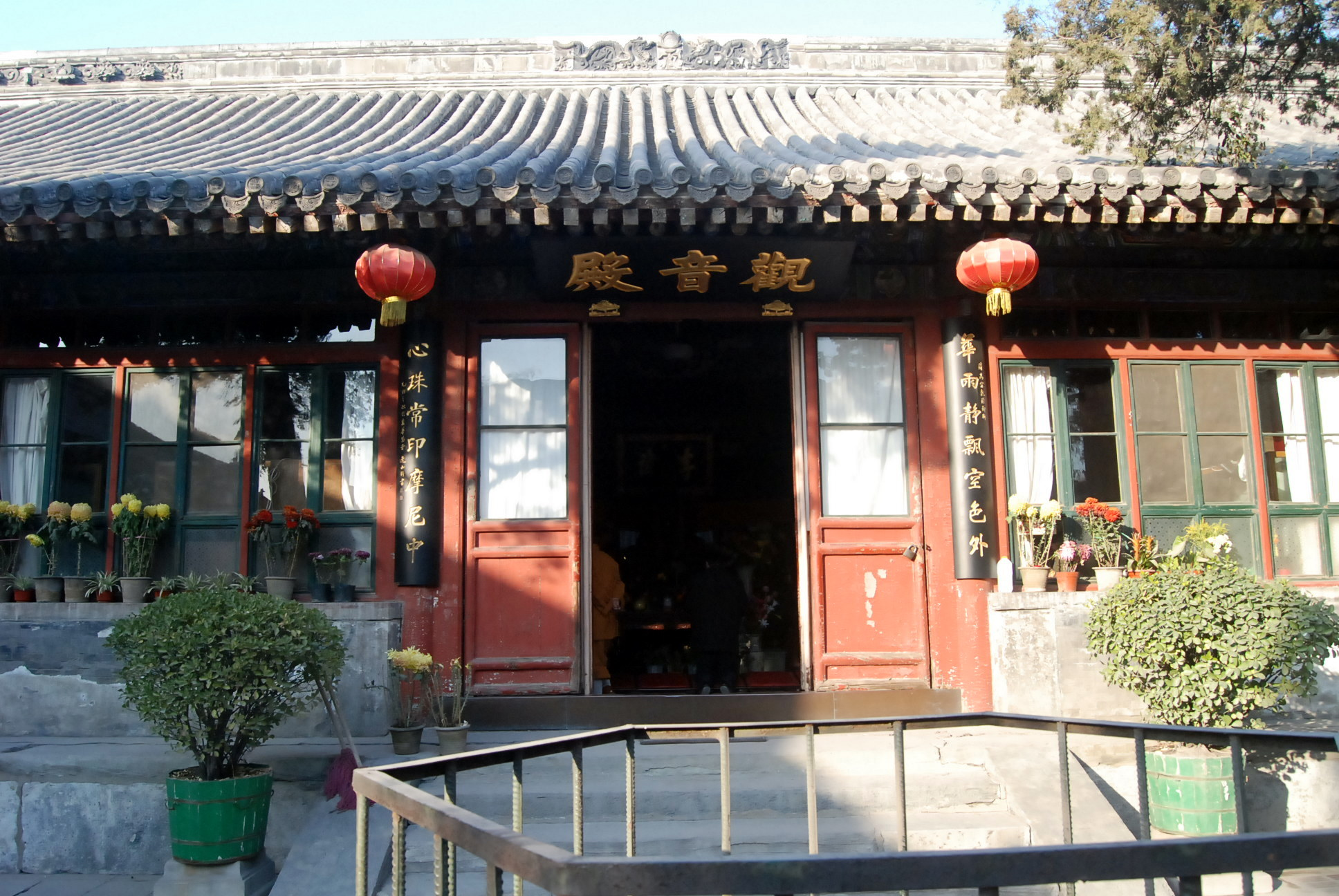
观音殿

法源寺的现存建筑全部为明清时所建。寺院坐北朝南，平面为不规则的长方形，南北长约240米，东西平均宽75米，占地面积约1.8万平方米。全寺可分为六进院落，主要建筑都集中在南北中轴线上，依次有山门、天王殿、大雄宝殿、悯忠台、毗卢殿、大悲坛和藏经阁等。

### 山门与第一进院落
山门由正门和两座侧门组成，门外南侧有一座砖雕影壁。山门内为天王殿，供有明代的铜铸弥勒佛像和四大天王像，系从拈花寺内移来。殿前有数块铭碑，东西两侧建有钟楼和鼓楼。天王殿后的五座殿宇均有东西配殿或配房，各自用廊庑连接围合，形成了五组院落。

### 第二进院落
第二进院落的主殿是大雄宝殿，面阔五间，前出抱厦三间。它是寺内最主要的建筑，檐下绘制了金龙和玺彩画，抱厦梁架上悬挂着乾隆帝御书的“法海真源”匾额。殿前有明清石碑六通，记述了修寺的历史经过。殿内正中供奉着明初制作的毗卢舍那佛、文殊菩萨、普贤菩萨像，合称“华严三圣”像。与“华严三圣”平行的，左侧供药上菩萨、无尽意菩萨、药王菩萨像，右侧供观世音菩萨、大势至菩萨、弥勒菩萨像。它们与文殊、普贤一起，又合称为“八大菩萨”。此外，在大殿的两厢还分列着清代木雕的十八罗汉像。

### 第三进院落
第三进院落的主殿为悯忠台。唐末在这里建造了三层巨阁观音阁，当时有“悯忠高阁，去天一握”之语，后人就将此地的建筑起名为悯忠台。现在这里和台外山墙上都保存了唐、辽以来的历代碑刻，其中以唐史思明《无垢净光塔颂》、辽《燕京大悯忠寺菩萨地宫舍利函记》、清代复刻的唐李邕《云麾将军碑》残柱础、《法源八咏》、《心经》等最为珍贵。

### 第四进院落
第四进院落的主殿为毗卢殿，又称净业堂或大遍觉堂。殿前有元代的大石海，雕刻海水江崖、山海龙马等图案，精美绝伦。殿内供奉着总高5.65米的明代铜质五方佛像，极为罕见。造像的上层为安坐在须弥座上的毗卢佛，中层为东西南北四方佛，下层为千瓣莲花宝座，每瓣上雕一小佛，形成“千佛绕毗卢”的景象。这组佛像原在隆长寺内，寺毁后被移至此。该殿原本还珍藏了唐玄奘法师的顶骨舍利，可惜1949年后被盗。现在寺内增建了玄奘纪念堂，收藏从其他途径获得的大师头骨和著述等纪念物。

### 第五进院落
第五进院落的主殿是大悲坛又称观音殿，面阔五间，殿后接抱厦一间。该殿供奉的都是观音像，形态各异，共有7尊。殿内现陈列着唐代至清代的各种佛经善本，并有西夏文、回鹘文、蒙古文、藏文和傣文的佛经。

### 第六进院落
藏经阁位于最后一进院落内，是座二层楼的建筑，面阔为五间。楼上保存了各种版本的佛经典籍，是中国珍藏佛经最多、版本最珍贵的机构之一。楼下现展示各种木雕、石刻、铜铸、铁铸、陶制、景泰蓝制的佛像和佛塔，大都历史悠久，造型精美。其中在迎门处的一尊明代木雕卧佛长达7.4米，是目前北京城最大的佛像之一。

### 其他
法源寺自南向北，地势被人为地逐渐抬高，是一般佛寺中很少见的建造方式。寺院的东南部有斋堂和僧舍，西套院现在是中国佛学院的所在地。

### 大石海

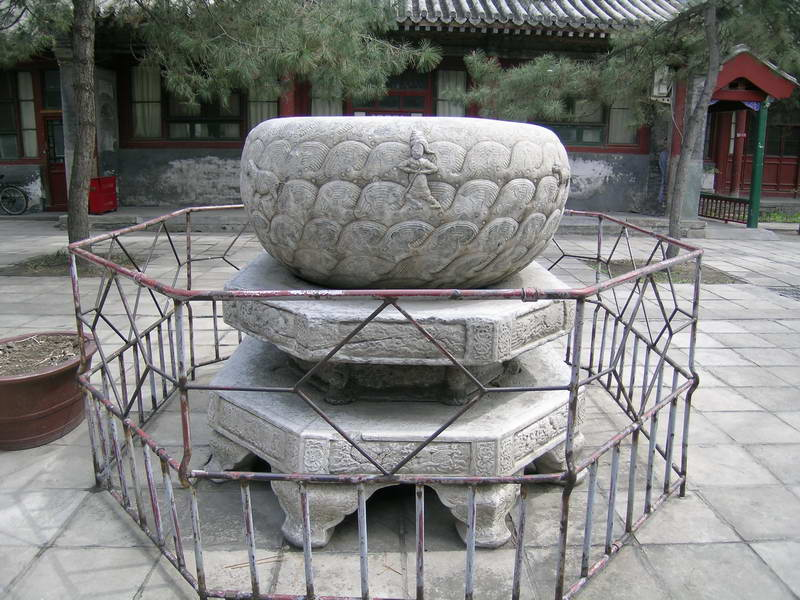
大石海及底座

毗卢殿的大石海及双层底座颇有来历。相传元世祖忽必烈摆放在广寒殿用作酒缸的渎山大玉海，在明代流传到西华门外的真武庙，后来清朝乾隆年间，乾隆帝发现了大玉海，并将其运到北海团城的承光殿中安放，但底座留在了真武庙。乾隆十四年，乾隆帝下令按照大玉海的样子雕刻了一个石海放在真武庙原先的底座上。石海外壁雕有翻腾的海水纹及海兽、海马、蛟龙、寻海夜叉等图案。1980年重修外法源寺时，将大石海及双层底座移放在法源寺的毗卢殿前。因此大石海是清代的，但底座是元代的。

## 轶事
- 老北京的花曾以“悯忠寺的丁香，崇效寺的牡丹，极乐寺的海棠，天宁寺的芍药”著称。清代最盛时，法源寺内有紫丁香、白丁香等三百余株，号称为“香雪海”。每逢春末夏初盛开季节，寺院便会举办“丁香大会”，令游者流连忘返。

- 1920年1月，杨开慧的父亲北大教授杨昌济去世后，曾停灵于此，毛泽东来此陪同杨开智杨开慧兄妹守灵，料理后事。

- 1960年代，作家李敖由法源寺的原名“悯忠”而产生灵感，创作了一部记述百日维新后谭嗣同就义过程的长篇小说《北京法源寺》。李敖因该作品在2000年获得诺贝尔文学奖的提名，为李敖和法源寺都带来了巨大的声望。2005年李敖赴中国大陆展开“神州文化之旅”，特意到法源寺参观。

## 图册

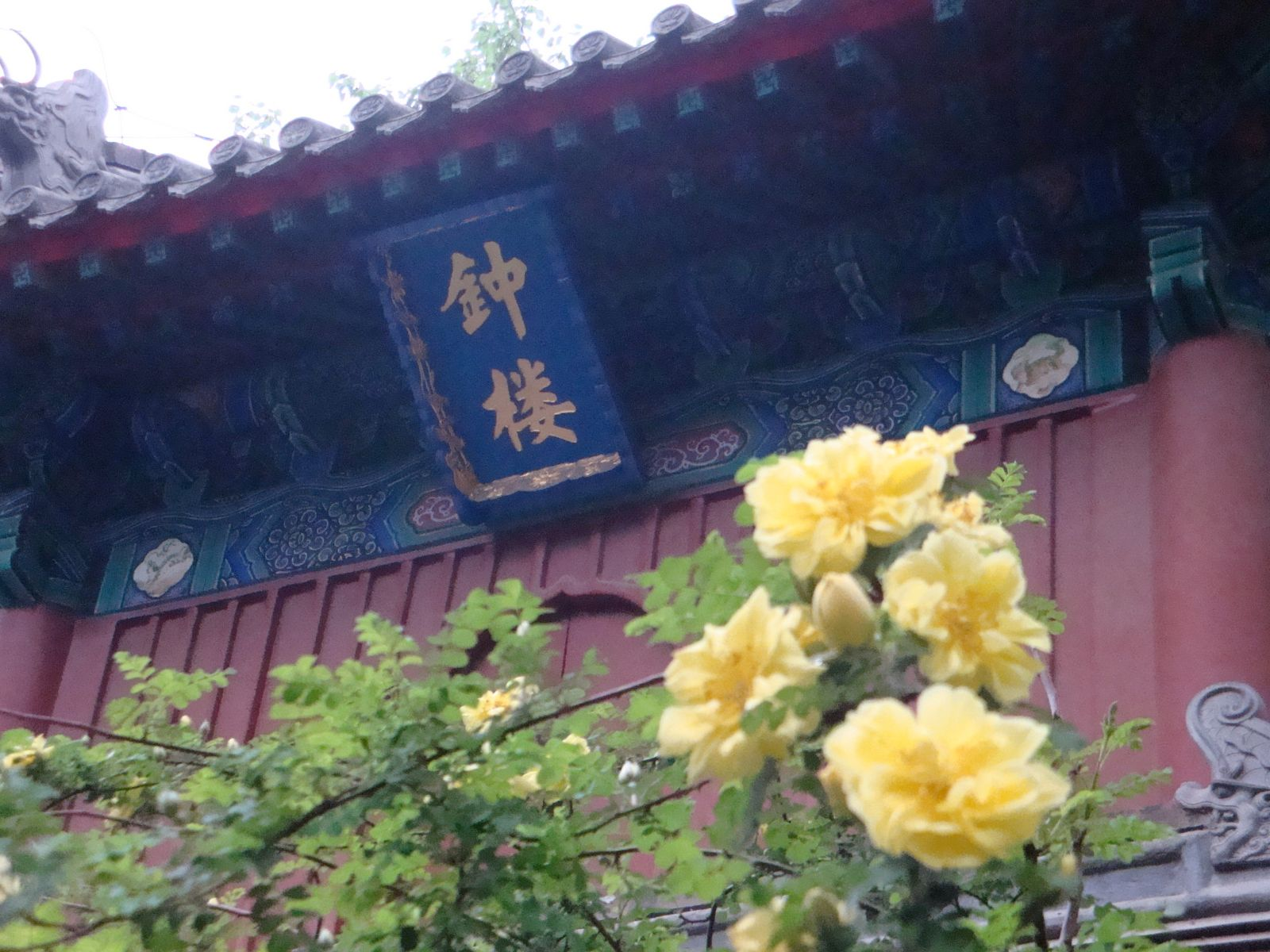
法源寺钟楼
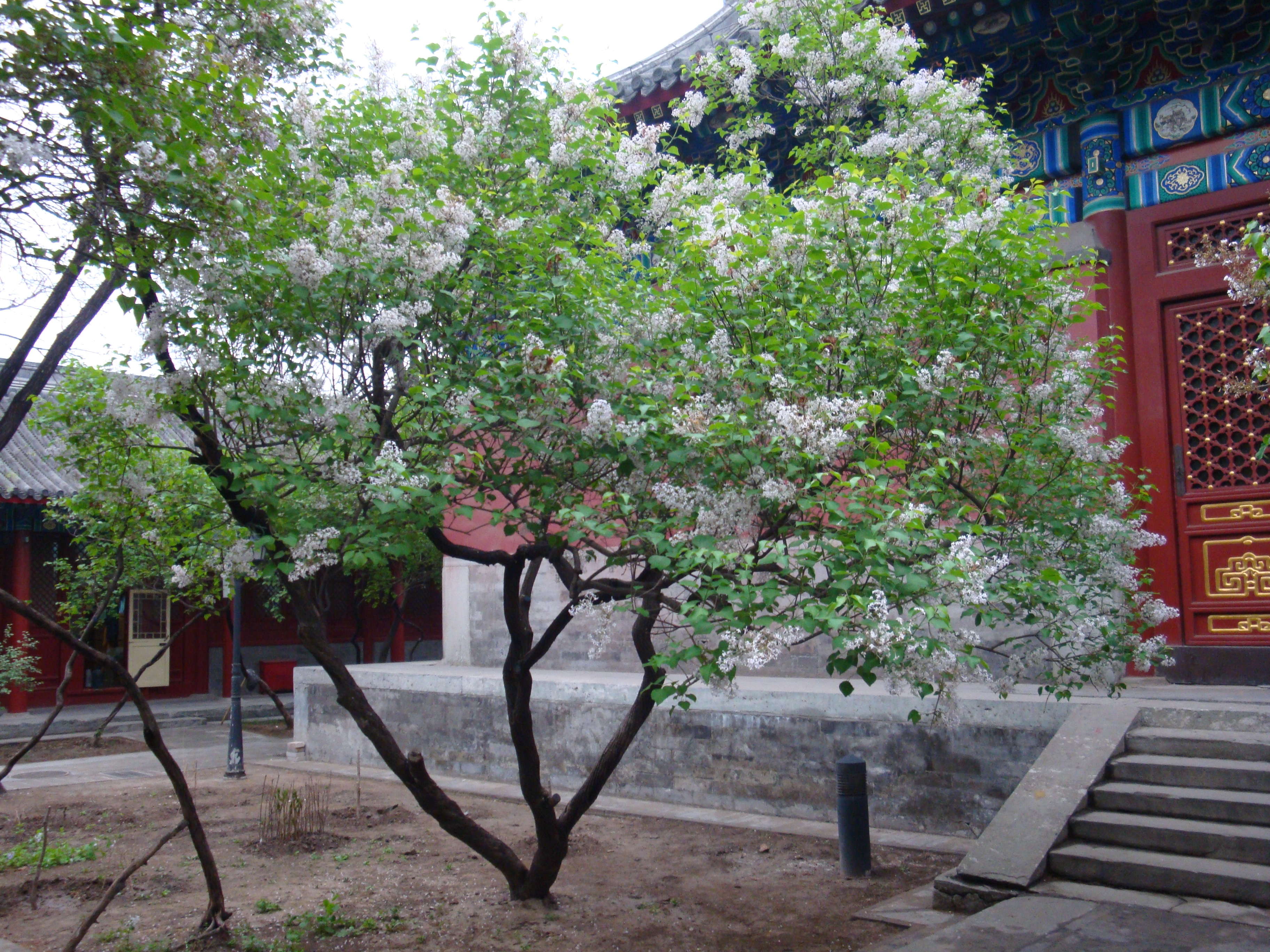
法源寺丁香
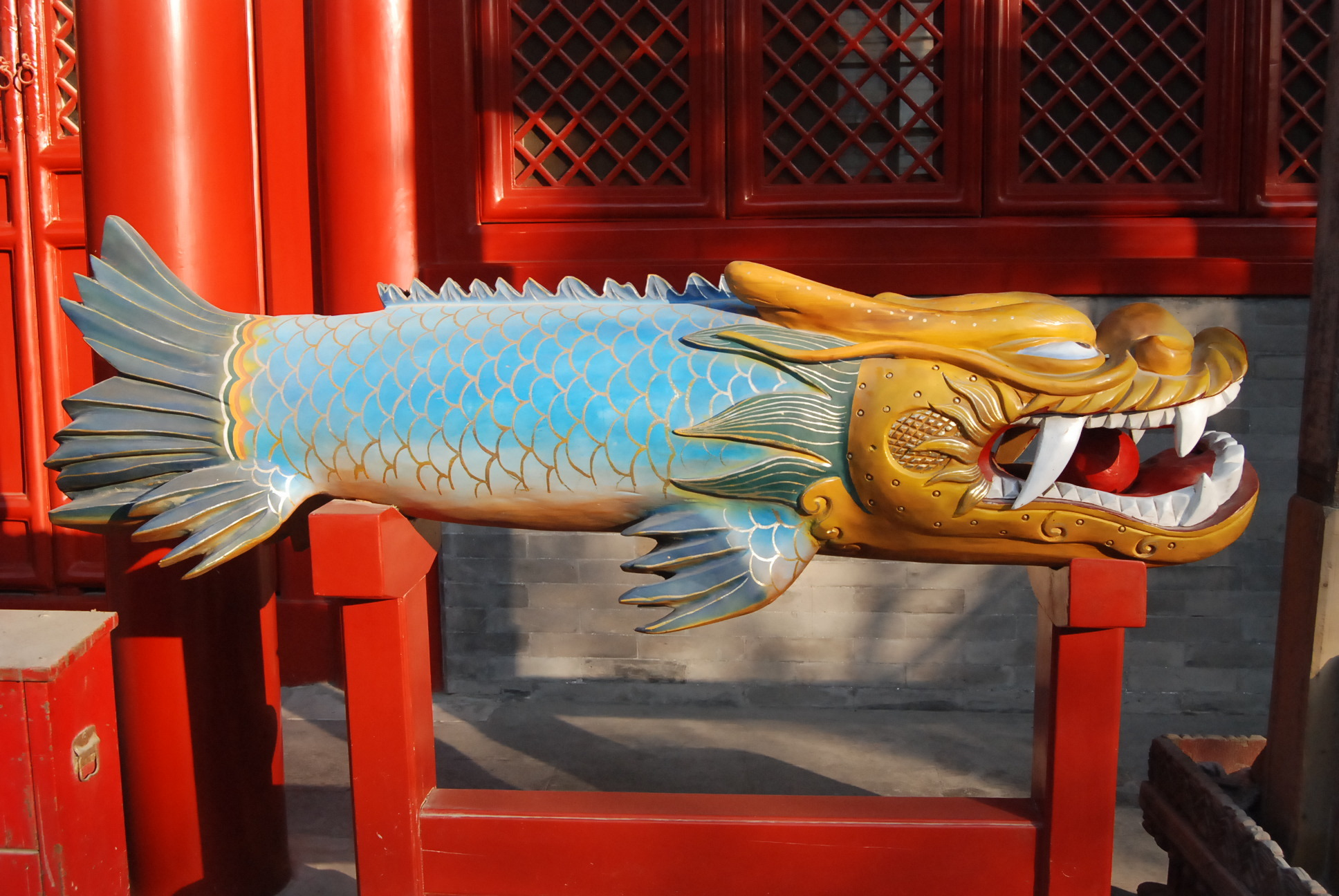
法源寺之龙鱼
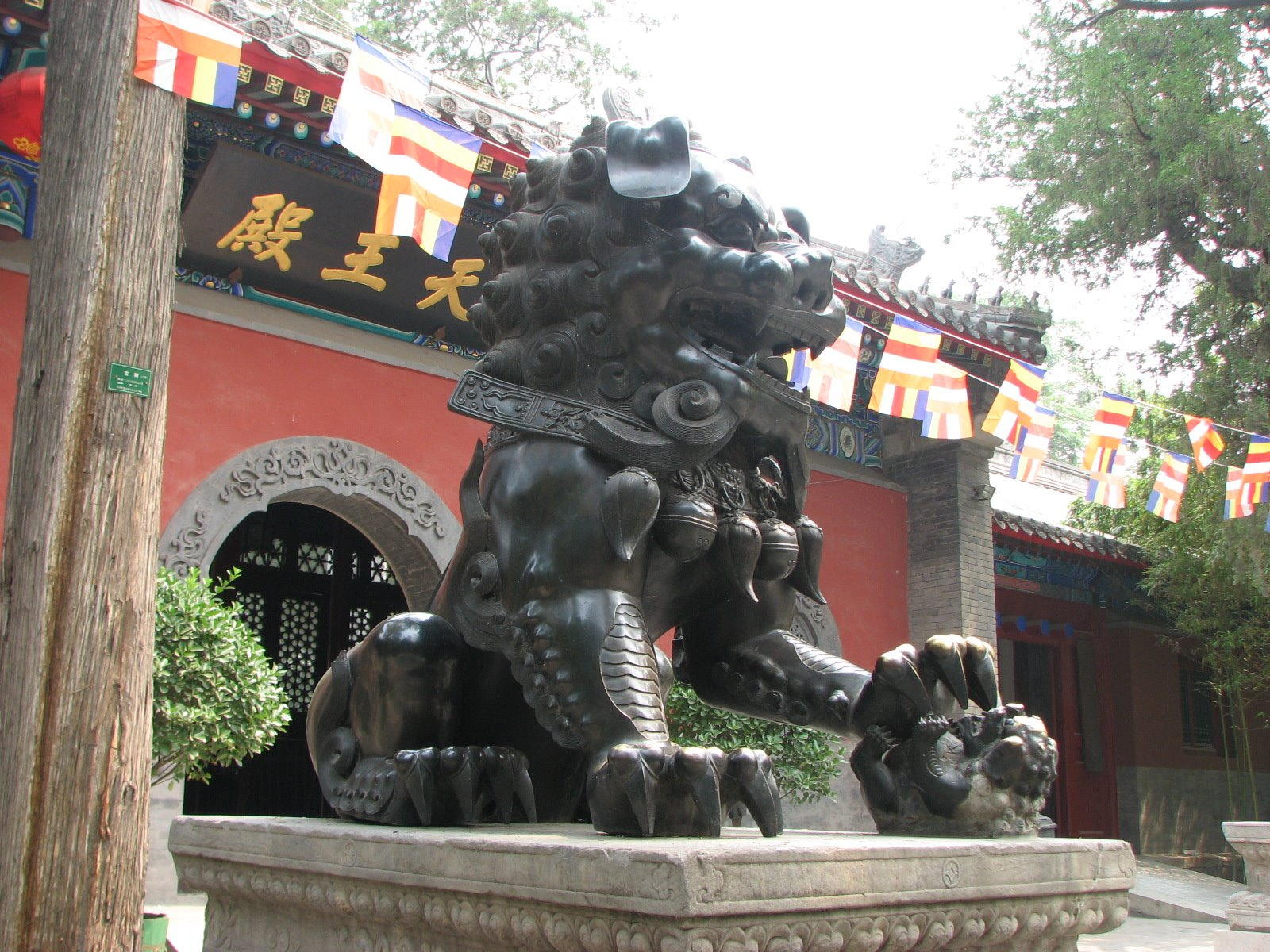
法源寺之铜狮
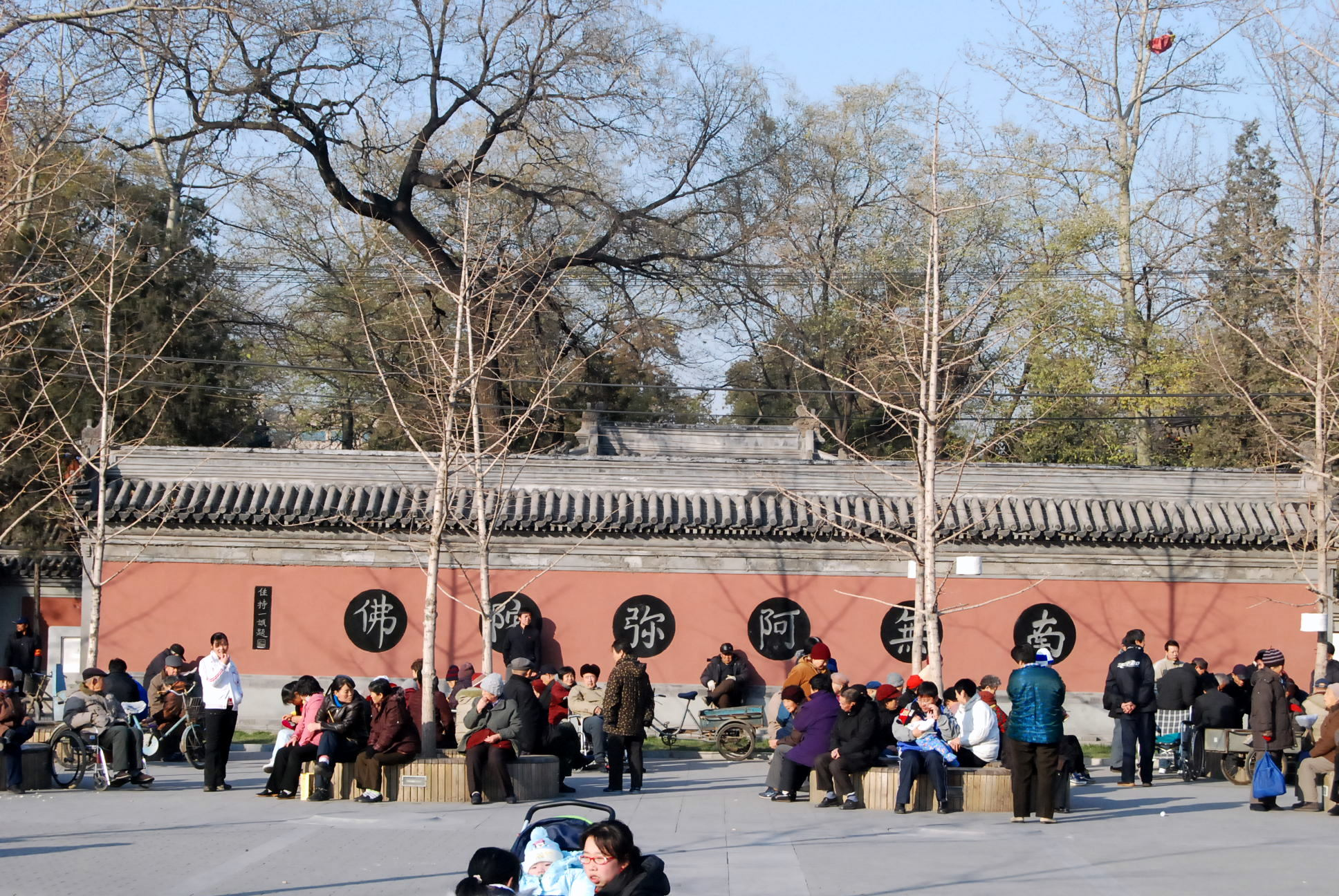
山门外的影壁旁成了周围居民休憩的场所
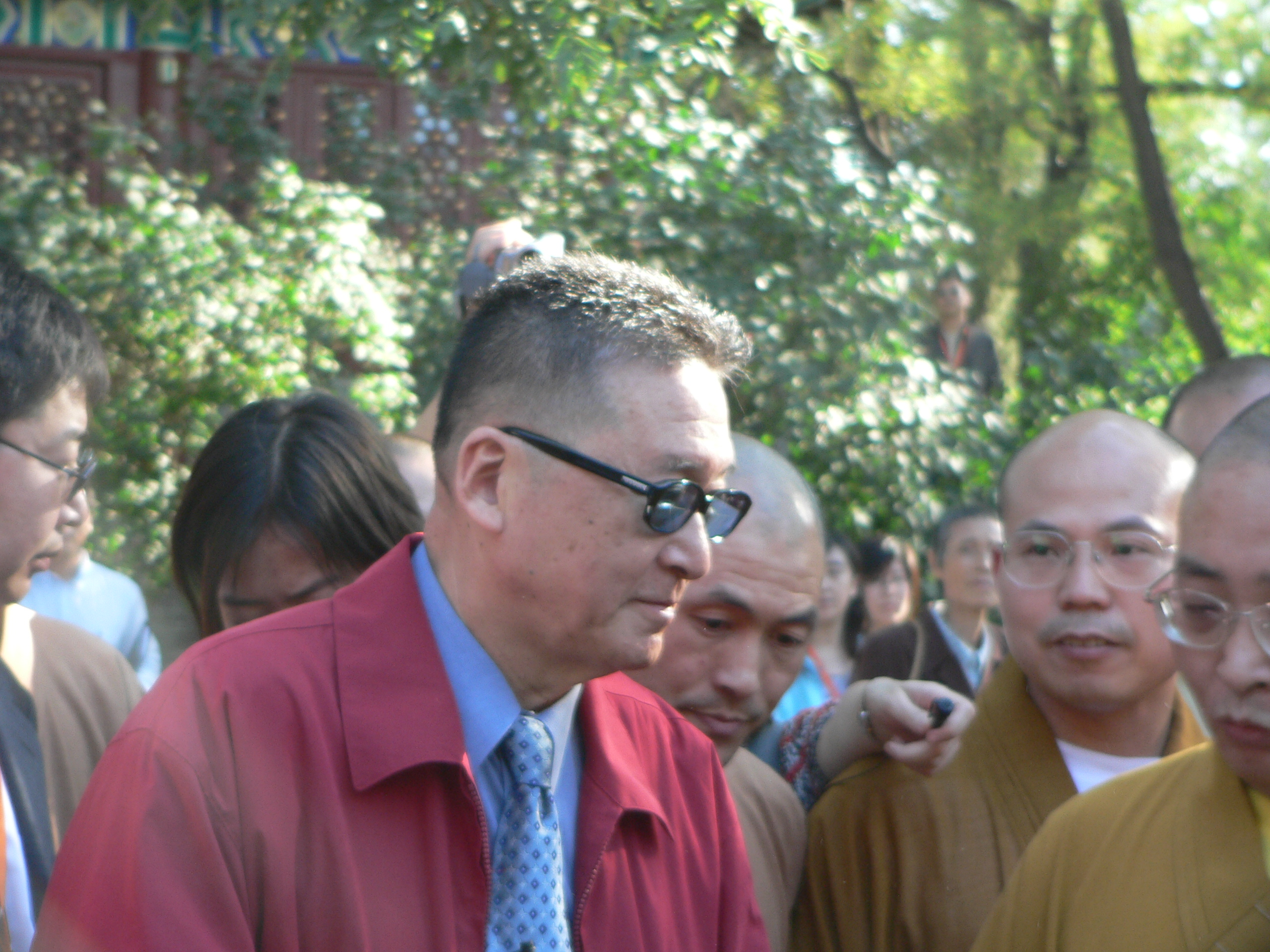
李敖拜访法源寺
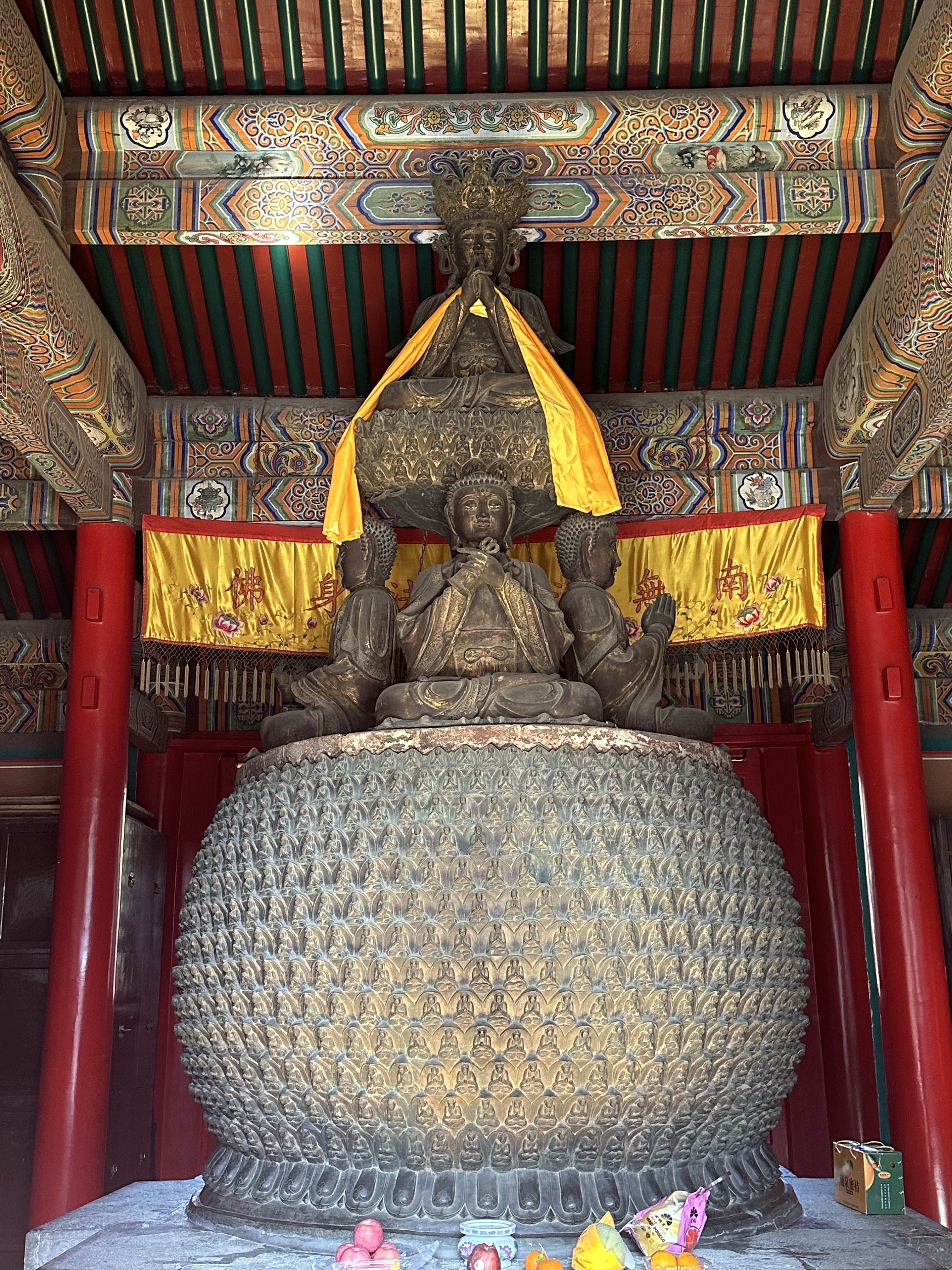
法源寺毗卢殿明代铜质毗卢佛造像